# Liste der Biografien/Arj
Liste der Biografien |
Portal Biografien |
Personensuche
# |
A |
B |
C |
D |
E |
F |
G |
H |
I |
J |
K |
L |
M |
N |
O |
P |
Q |
R |
S |
T |
U |
V |
W |
X |
Y |
Z |
?
 
Aa |
Ab |
Ac |
Ad |
Ae |
Af |
Ag |
Ah |
Ai |
Aj |
Ak |
Al |
Am |
An |
Ao |
Ap |
Aq |
Ar |
As |
At |
Au |
Av |
Aw |
Ax |
Ay |
Az
 
Ara |
Arb |
Arc |
Ard |
Are |
Arf |
Arg |
Arh |
Ari |
Arj |
Ark |
Arl |
Arm |
Arn |
Aro |
Arp |
Arq |
Arr |
Ars |
Art |
Aru |
Arv |
Arw |
Arx |
Ary |
Arz
Die Liste der Biografien führt alle Personen auf, die in der deutschsprachigen Wikipedia einen Artikel haben. Dieses ist eine Teilliste mit 9 Einträgen von Personen, deren Namen mit den Buchstaben „Arj“ beginnt.

## Arj

### Arja
- Arjan Dev (1563–1606), fünfter Guru der Sikhs
- Arjaoui, Mohamed (* 1987), marokkanischer Boxer
- Arjassowa, Tatjana Alexejewna (* 1979), russische Langstreckenläuferin

### Arjo
- Arjona Amábilis, Rolando (1920–2014), mexikanischer Künstler
- Arjona, Adria (* 1992), puerto-ricanische SchauspielerinAdria Arjona (* 1992)

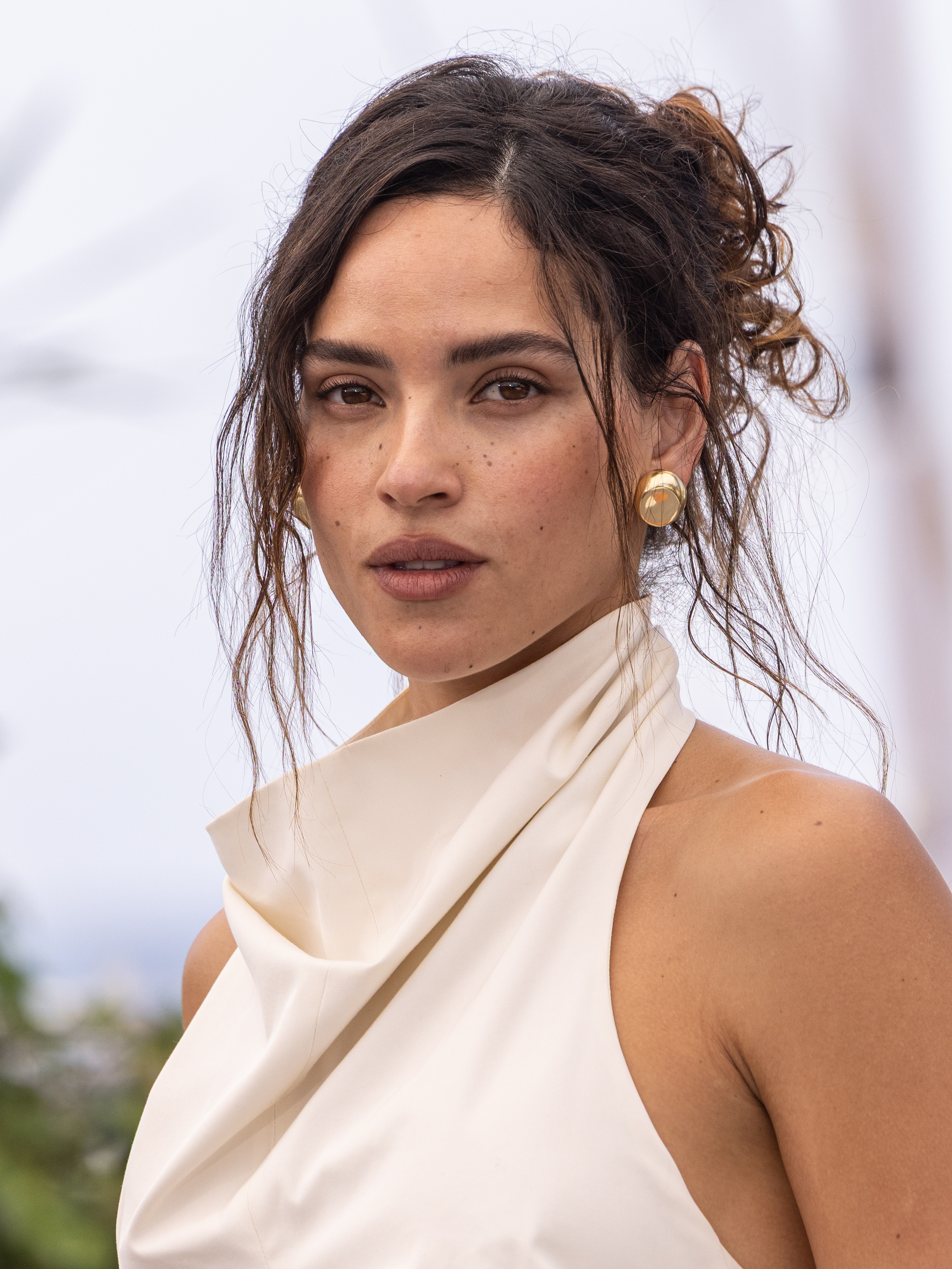
Adria Arjona (* 1992)

- Arjona, Ricardo (* 1964), guatemaltekischer Sänger
- Arjopa (* 1969), deutsche Khoomei-Kehlsängerin, Musikerin und Malerin
- Arjouni, Jakob (1964–2013), deutscher Schriftsteller

### Arju
- Arjun, Erigaisi (* 2003), indischer Schachspieler